# Attala County
Das Attala County ist ein County im Bundesstaat Mississippi in den Vereinigten Staaten. Das U.S. Census Bureau hat bei der Volkszählung 2020 eine Einwohnerzahl von 17.889 ermittelt.
Der Verwaltungssitz (County Seat) ist Kosciusko, das nach Tadeusz Kościuszko benannt wurde, einem polnischen Offizier, der im Amerikanischen Unabhängigkeitskrieg gekämpft hatte. Das County gehört zu den Dry Countys, was bedeutet, dass der Verkauf von Alkohol eingeschränkt oder verboten ist.

## Geographie
Das County liegt etwas nördlich des geografischen Zentrums von Mississippi und hat eine Fläche von 1909 Quadratkilometern, wovon fünf Quadratkilometer Wasserfläche sind. Der Natchez Trace National Parkway verläuft durch das County
. Es grenzt an folgende Countys:
| Carroll County | Montgomery County | Choctaw County |
| Holmes County  |                   | Winston County |
| Madison County | Leake County      | Neshoba County |

## Geschichte
Das Attala County wurde am 23. Dezember 1833 aus Teilen des Choctaw County gebildet. Benannt wurde es nach einer fiktiven indianischen Heldin.
18 Bauwerke und Stätten des Countys sind im National Register of Historic Places (NRHP) eingetragen (Stand 1. Februar 2018).

## Demografische Daten

Alterspyramide des Attala Countys (Stand: 2000)

Nach der Volkszählung im Jahr 2000 lebten im Attala County 19.661 Menschen in 7567 Haushalten und 5380 Familien. Die Bevölkerungsdichte betrug 10 Personen pro Quadratkilometer. Ethnisch betrachtet setzte sich die Bevölkerung zusammen aus 58,34 Prozent Weißen, 40,00 Prozent Afroamerikanern, 0,17 Prozent amerikanischen Ureinwohnern, 0,27 Prozent Asiaten und 0,65 Prozent aus anderen ethnischen Gruppen; 0,57 Prozent stammten von zwei oder mehr Ethnien ab. 1,42 Prozent der Bevölkerung waren spanischer oder lateinamerikanischer Abstammung, die verschiedenen der genannten Gruppen angehörten.
Von den 7567 Haushalten hatten 32,1 Prozent Kinder unter 18 Jahren, die mit ihnen lebten. 50,3 Prozent waren verheiratete, zusammenlebende Paare, 16,7 Prozent waren allein erziehende Mütter und 28,9 Prozent waren keine Familien. 26,4 Prozent aller Haushalte waren Singlehaushalte und in 14,5 Prozent lebten Menschen im Alter von 65 Jahren oder darüber. Die durchschnittliche Haushaltsgröße lag bei 2,55 und die durchschnittliche Familiengröße bei 3,07 Personen.
25,9 Prozent der Bevölkerung war unter 18 Jahre alt, 9,2 Prozent zwischen 18 und 24, 25,2 Prozent zwischen 25 und 44, 22,4 Prozent zwischen 45 und 64 Jahre alt und 17,3 Prozent waren 65 Jahre oder älter. Das Durchschnittsalter betrug 37 Jahre. Auf 100 weibliche kamen statistisch 91,5 männliche Personen und auf 100 Frauen im Alter von 18 Jahren oder darüber kamen 86,7 Männer.
Das durchschnittliche Einkommen eines Haushaltes betrug 24.794 United States Dollar, das einer Familie 30.796 USD. Männer hatten ein durchschnittliches Einkommen von 26.180 USD, Frauen 17.394 USD. Das Prokopfeinkommen lag bei 13.782 USD. Etwa 18,3 Prozent der Familien und 21,8 Prozent der Bevölkerung lebten unterhalb der Armutsgrenze.

## Städte und Gemeinden
| - Ethel - Kosciusko - McCool - McAdams | - Sallis' - Williamsville - Zama |